# グローバリズム
グローバリズム（英: globalism）とは、地球全体を一つの共同体と見なして、世界の一体化（グローバリゼーション）を進める思想である。
字義通り訳すと全球主義であるが、通例では、多国籍企業が国境を越えて地球規模で経済活動を展開する行為や、自由貿易および市場主義経済を全地球上に拡大させる思想などを表す。

## 解説
関連語として「グローバリゼーション｣「グローバル化」があるが、｢グローバリゼーション｣「グローバル化」は現象を指すのに対して、｢グローバリズム」はグローバリゼーションを推進する理念を指す。｢グローバリズム」という単語は1992年以後に使われるようになったが、歴史的には何度も見られた傾向である。

## 歴史
本来、文明の側面から見ると隣り合う文明は互いに影響を与え合い受け合うものである。
これは、人間界だけではなくチンパンジーや一部の鳥獣でも見られる傾向である。
ただし人間界に於けるグローバリズムの場合、軍事力による圧力を背景としたものと交易、貿易による自然的欲求から来るものがある。軍事力によるものはアレクサンドロス3世による東方遠征からアレクサンドロス死後に続くヘレニズム時代もあり、ローマによるパックスロマーナもこれに当てはまるであろう。
また交易、貿易の利益を求めた需要によるグローバリズムでは、スペイン・ポルトガルによる大航海時代もこれに当てはまるであろう。現在のフィリピンは当時のスペイン・ポルトガル王を兼務したフェリペ2世の土地という意味であるが、大航海時代の当初の目的は香辛料貿易のためにアジア原産の丁字などのスパイスを買い付けるためであった。これは当時キリスト教圏の西欧諸国がイスラム教勢力により陸路のスパイスロードを封じられ、結果として喜望峰の発見やアメリカ新大陸の発見などを含む探検家の航海が香辛料貿易の端緒になり、最終的にはアジアの貧民を奴隷として連れてくる奴隷貿易にまで発展し、世界各地に植民地を持つスパイス・ポルトガルは太陽が沈まない国と呼ばれ隆盛を極めた。
当時新大陸と呼ばれたアメリカでは主に中米地域でスペインによる軍事的侵略からインカ帝国の滅亡、ポトシ銀山で採掘される金銀の搾取、収奪にもつながる。
また19世紀から1945年までの欧米列強による帝国主義・植民地主義もグローバリズムの一種であるが、多極体制の勢力圏で閉じた経済活動を行うブロック経済であった。英語では、イギリス世界（グロブブリテン）を中心とした人種差別主義とも結びついた世界構築という意味合いが含まれ、最終的には第二次世界大戦へとつながる歴史の暗黒面と直結する。
冷戦時代の1970年代には、国際決済が一気にオンライン・グローバル化。
1992年1月1日にソビエト連邦の崩壊が到来した後は、アメリカ合衆国の新自由主義（アメリカ流の無規制資本主義）、中華人民共和国の社会主義市場経済（事実上の国家資本主義）が台頭し、各国独自の伝統・慣習・経済と衝突しているため、しばしば嫌悪され、反グローバリズムの政治的思想、政策へとつながる。
1999年11月30日のWTO抗議デモを嚆矢にして、国際会議などで反グローバリゼーションのデモが行われることがある。
逆に、ソフトウェア産業等のようにわずかの資金で参入でき、1人の人間のアイデアが大きく生かされる業種は、多くの雇用がアウトソーシングの形で先進国から開発途上国に流れており、世界的な産業規模の拡大が続いている。日本工業大学大学院の横田悦二郎教授は、グローバリズムの進行で水平分業が進んでいると指摘している。
2010年代、アメリカでのドナルド・トランプ政権誕生やブレクジット、2020年代のG7とBRICSの対立など、グローバリズムの動きが後退した。

## 功罪
グローバリズムは、多国籍企業による市場の寡占もしくは独占固定化に至る確率が高い。例として、参入に巨額の資金が必要な半導体製造等の業種は、リスクが高く新規参入が困難であることから、多国籍企業による市場寡占・独占固定化の可能性が高くなる。参入が困難な業種ほど寡占・独占固定化が進むと予測される。
グローバリズムによる相互依存が高まると、原油を初めとする資源価格高騰によって、持てる者である資源国がますます富み、無資源国が高値で資源購入を余儀なくされる状況が深刻化する。一部の多国籍企業による国際市場の寡占・独占固定化が強まると、資金・資本に乏しい国家からの企業の参入は極端に不利となる。
国内産業が多国籍企業に支配された開発途上国は、先進国から政府開発援助を受けても資金が国内産業に回らずそのまま国外に流出し、低開発国からなかなか離陸できない。無資源国で有力な産業が少なく、国外市場参入もできない国は世界を一つの市場として共有するメリットは無いため、グローバリズムの市場共有を放棄する可能性も生ずる。

## 反グローバリズムへの批判
反グローバリズム派によるグローバリズム批判は、国内経済・地域経済の自律性を確保すべきという性質を持っている。経済学者の野口旭は「世界中の根強い『反グローバリズム』の根底にあるのは、自国の経済が貿易という捉えどころの無いものによって変えられていく嫌悪感なのかもしれない」と指摘している。
経済学者の八代尚宏は、｢若者の雇用機会減少や賃金格差の拡大を改善するためには、政治的圧力のみならず、市場の活用を推進するべきである。世界的に貿易が拡大する中で、労働生産性・賃金の差の拡大が生じている。反グローバリズムを唱えても、世界の潮流から取り残されじり貧になるだけである」と指摘している。

## アメリカ
2014年に、ウォール・ストリート・ジャーナルとNBCニュースが、アメリカ国内で共同実施した世論調査では、グローバル化は米国経済にとって「良くない」と答えたのは48%、｢良い」と答えたのは43%と割れる結果となった。
2016年、反グローバリズムを掲げるドナルド・トランプ大統領が当選、これまでの政策を大きく転換していった。

## 日本
西洋文明を取り入れた明治初期の森有礼や、敗戦理由として日本語の不完全さや効率の悪さを挙げた志賀直哉は日本語放棄論を掲げたことがあった。その後日本の経済発展により忘れられたが、グローバリズムの進展により英語公用語化論として復活する。
日本の右派主流派は親米保守が基本線であるため新自由主義に親和的である。平成時代の長期政権である小泉純一郎内閣は聖域なき構造改革を掲げ、第2次安倍内閣は、企業のグローバル化や規制緩和を成長戦略の基本に据えている。2013年5月14日、政府の経済財政諮問会議の有識者議員がまとめたグローバル化対応を提言した。
一方反米保守（多くの場合反中を兼ねる）系では、反グローバリズム派が台頭している。
漫画家の小林よしのりは「規制改革を中心とする小泉路線の頃から、新自由主義・グローバリズムで日本の国柄を破壊する政治家が、靖国参拝によってナショナリズムを喚起し、それを帳消しにする形が生まれた」と指摘している。
関岡英之は、アメリカをグローバルリズムの本家本元と言い、グローバリズムについて、米国シカゴ大学発の一つのイデオロギーに過ぎないもので、普遍の真理でも、歴史の必然でもないとし、仙台市のような政令指定都市ですらチャイナマネーに手を出さなければならないほど追い詰められていた状況を例に挙げながら、聖域なき構造改革が、日本にグローバリズムの弊害をもたらしたと主張している。
藤井厳喜は、オバマ大統領就任直後のアメリカは、グローバリズムにより、グローバル企業は儲かっているが一般国民の7人に1人が貧困層となり、｢多国籍化したアメリカ大企業の利益と一般国民の利益が相反するようになり、両者が鋭く対立するようになったのが、最近（2014年）のアメリカ政治の特徴である」と指摘している。
このほか三橋貴明など嫌韓からの反グローバリズム論もある。
左派では反グローバリズムが主流であるが、第三の道などとして事実上転向している場合もある。